# Марија Карађорђевић (1806—1827)
Марија Николајевна Карађорђевић (Трокин) (рус. Мария Николаевна Карагеоргиевич (Трокин); 1806 — Кишињев, 1827) је била жена Карађорђевог сина Алексе Карађорђевића.

## Биографија
Марија Трокин (рус. Мария Трокин) је рођена 1806. године. Она је била кћерка Николаја Трокина, дворског маршала племства у Хотину (1828-1831) и његове жене, Викторије Константиновне Бузни (умрла 1824), ћерке влашког Бојара Константина Илијевича Бузног (рођен око 1750). Марија се удала за Алексом Карађорђевићем у Кишињеву. 1827. године је родила сина јединца Ђорђа Карађорђевића, будућег гардијског поручника у руској војсци. Исте године је и умрла, у Кишињеву.

## Породица

### Родитељи
| име             | слика | датум рођења | датум смрти |
| --------------- | ----- | ------------ | ----------- |
| Николај Трокин  |       |              |             |
| Викторија Бузни |       |              | 1824.       |

### Супружник
| име                 | слика | датум рођења | датум смрти |
| ------------------- | ----- | ------------ | ----------- |
| Алекса Карађорђевић |       | 1801.        | 1830.       |

### Деца
| име                | слика | датум рођења | датум смрти      | супружник           |
| ------------------ | ----- | ------------ | ---------------- | ------------------- |
| Ђорђе Карађорђевић |       | 1827.        | 14. август 1884. | Сарка Анастасијевић |